# Симушир
Симуши́р (на российской карте 1745 года также обозначен как Мариканъ) — вулканический по происхождению остров в составе средней группы Большой гряды Курильских островов. Располагается на половине пути от Камчатки до Японии, т.е. в самой середине Курильской островной цепи. Административно входит в Курильский городской округ Сахалинской области России. В настоящее время необитаем, хотя в советское время здесь действовала военная база подводных лодок, имевшая население до 3000 человек и закрытая в 1994 году.

## География и геология

### Географическое расположение
Остров Симушир вытянут с северо-востока на юго-запад на 59 км при ширине от 4 до 15 км, в среднем — 11 км. Площадь — 344,86 км². Максимальная высота — 1539 м (гора Мильна). Длина береговой линии достигает 160,2 км.
Отделён проливом Дианы от острова Кетой, расположенного в 20 км северо-восточнее; проливом Буссоль — от островов Чёрные Братья, расположенных в 69 км юго-западнее.

### Геологическое строение и ландшафт
Фактически представляет собой шесть вулканов (3 из них действующие), которые образовали четыре горных массива, соединённых пониженными перешейками. Перешеек Косточко, самая узкая часть острова, имеет ширину лишь 2,5 км. На острове учтено 155 типов ландшафтных контуров. На северной оконечности — гора Уратман с уникальной бухтой Броутона.
У оснований вулканов залегают породы третичного фундамента. На острове 3 действующих вулкана: Прево (1360 м), Заварицкого (625 м) , с вулканическим озером Бирюзовым, Горящая Сопка (873 м). Гора Мильна — самая высокая точка острова — образует с Горящей Сопкой единый массив.
Симуширское землетрясение 15 ноября 2006 года породило самое сильное за последние 50 лет цунами у берегов России, когда высота заплесков волн доходила до 30 м на отдельных участках побережья острова. Радиоуглеродный анализ показал, что за последние 600 лет на северо-восточной окраине острова было пять сильных цунами, из которых два, включая Симуширское, прошли с 1765 года (извержение вулкана Прево). Три из них по силе превышали Симуширское цунами ноября 2006 года.

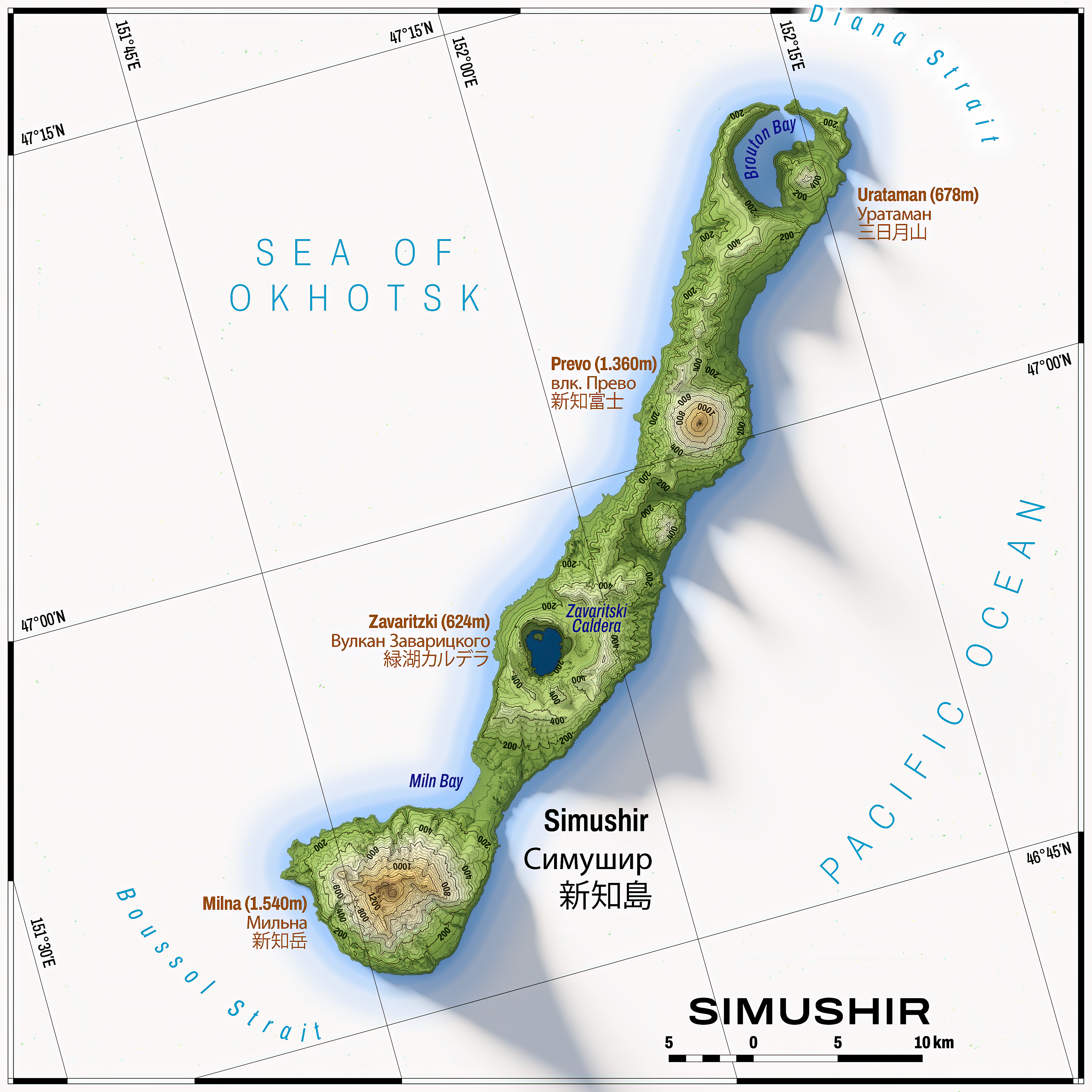
Карта Симушира

Северо-восточное окончание острова сформировали лавовые потоки потухшего вулкана Уратман типологии Сомма-Везувий. В северной части острова расположена глубоководная бухта Броутона, представляющая собой заполненную водой кальдеру глубиной до 248 м. Её ограничивает с запада полуостров Западная клешня, с востока — Восточная клешня. Протока между ними получила в 2020 году название Проход Игнатовича. У охотоморского берега Западной Клешни имеется остров-спутник Симушира — Красноватая Скала.
Перешеек Чикина соединяет северо-восточный конец Симушира со срединной частью. В срединной части острова — кальдера Заварицкого, частично заполненная озером Бирюзовое с высоким содержанием серы.
Юго-западное окончание острова представляет собой полуостров, образованный потухшим вулканом (г. Мильна), соединяющийся со средней частью острова перешейком Косточко.

### Гидрография
Крупных водотоков на Симушире нет, имеются ручьи (длиной до 4 км, шириной до 1-2 м, глубиной до 0.2 м).
Кроме ручьёв имеются ключи, серные источники с температурой воды +70-80°С, и несколько озёр, наиболее крупное из которых — Бирюзовое (площадью 6 кв.км, наибольшей  глубиной 27 м.) — вода в которых для питья не пригодна.
В северной части острова имеется водораздельный Олений хребет (высшая точка — гора Оленья), вытянутый с юго-запада на северо-восток, с которого стекает ручей Форель в юго-восточном направлении в бухту Душная на тихоокеанском побережье.
В южной части острова ручьи растекаются в разные стороны со склонов горы Мильна. Ручьи Тёплый и Шумный — на юго-восток и восток соответственно, впадая в Тихий океан. В северо-восточном направлении стекает ручей Косточкин, у своего устья сворачивает на север и впадает в залив Мильна на охотоморском (западном) берегу перешейка Косточко. Там же, к югу от устья, находится урочище Косточко.
Ряд мелких ручьёв стекает с горы Мильна строго на север, впадая в небольшой залив, называемый Китобойным по заброшенному населённому пункту на его берегу.

## Климат
Остров входит в средний климатический район Курил. Климат острова можно охарактеризовать как океанический, причём океанические черты климата здесь выражены ярче всего. Наибольшее влияние на него оказывает не муссон, связанный с сезонной сменой ветров континентальных на ветры океанические, а периодичность ветров, обусловленная циклонической деятельностью Алеутской депрессии вкупе с холодными течением Оясио. Из других регионов мира похожий климат имеет вполне многолюдный 200-тысячный г. Рейкьявик, Исландия. В отличие от более южных островов, Симушира уже не достигают воды тёплого течения Соя. Поэтому его тихоокеанская сторона, откуда на остров вторгаются временами и довольно тёплые воздушные массы с Тихого океана, теплее охотоморского побережья, у которого застаиваются плавучие льды. Для острова, как и для всей среднекурильской климатической провинции, характерно избыточное атмосферное увлажнение в течение всего года, а также сильные северо-западные ветра в холодный период года, часто достигающие ураганной силы 43 м/с. Ветра здесь дуют в течение всего года.
Именно на Симушире выпадает рекордное для Курил количество осадков в год — до 1610 мм. Большая часть осадков выпадает в тёплое время года. Летом часты туманы. Гидротермический коэффициент Селянинова достигает 4,4; коэффициент увлажнения Иванова составляет 3,9. Продолжительность безморозного периода при этом относительно невелика — в среднем 136 дней. Однако и сильных морозов на Симушире не бывает: зарегистрированный минимум февраля составляет лишь −16 °C. Поэтому сумма среднесуточных температур активной вегетации (выше +10 °C) составляет в среднем по острову +518 °C, что более чем в три раза ниже чем на Кунашире (+1700 °C). Летние дни здесь туманны на 85 %. Солнце сияет на Симушире лишь около 1100 часов в год, более чем в два раза меньше чем в Ялте (2250). В сентябре-октябре туманы разгоняют сильные дожди.
| Показатель                    | Янв.  | Фев. | Март  | Апр.  | Май  | Июнь | Июль | Авг. | Сен. | Окт. | Нояб. | Дек.  | Год   |
| ----------------------------- | ----- | ---- | ----- | ----- | ---- | ---- | ---- | ---- | ---- | ---- | ----- | ----- | ----- |
| Абсолютный максимум, °C       | 6,1   | 5,6  | 10,0  | 17,8  | 21,7 | 23,9 | 27,8 | 28,9 | 26,7 | 21,1 | 17,8  | 11,1  | 28,9  |
| Средний суточный максимум, °C | −2,8  | −3,3 | −1,7  | 2,2   | 5,6  | 7,8  | 11,1 | 13,9 | 12,8 | 8,9  | 3,9   | 0,0   | 5,0   |
| Средняя температура, °C       | −3,9  | −4,4 | −2,8  | 0,6   | 3,3  | 5,6  | 8,9  | 11,1 | 10,6 | 7,2  | 2,2   | −1,1  | 3,3   |
| Средний суточный минимум, °C  | −5,6  | −6,1 | −4,4  | −1,1  | 1,1  | 3,3  | 6,1  | 8,3  | 7,8  | 4,4  | 0,0   | −2,8  | 1,1   |
| Абсолютный минимум, °C        | −16,1 | −15  | −12,2 | −11,7 | −2,8 | −3,9 | 0,0  | 0,0  | 0,0  | −2,8 | −6,7  | −11,1 | −16,1 |
| Норма осадков, мм             | 107   | 76   | 94    | 124   | 135  | 89   | 104  | 150  | 198  | 198  | 157   | 137   | 1570  |
| Источник:                     |       |      |       |       |      |      |      |      |      |      |       |       |       |

| Солнечное сияние, часов за месяц. | Солнечное сияние, часов за месяц. | Солнечное сияние, часов за месяц. | Солнечное сияние, часов за месяц. | Солнечное сияние, часов за месяц. | Солнечное сияние, часов за месяц. | Солнечное сияние, часов за месяц. | Солнечное сияние, часов за месяц. | Солнечное сияние, часов за месяц. | Солнечное сияние, часов за месяц. | Солнечное сияние, часов за месяц. | Солнечное сияние, часов за месяц. | Солнечное сияние, часов за месяц. | Солнечное сияние, часов за месяц. |
| Месяц                             | Янв                               | Фев                               | Мар                               | Апр                               | Май                               | Июн                               | Июл                               | Авг                               | Сен                               | Окт                               | Ноя                               | Дек                               | Год                               |
| Солнечное сияние, ч               | 31                                | 45                                | 87                                | 117                               | 124                               | 111                               | 102                               | 102                               | 132                               | 130                               | 60                                | 34                                | 1076                              |
| --------------------------------- | --------------------------------- | --------------------------------- | --------------------------------- | --------------------------------- | --------------------------------- | --------------------------------- | --------------------------------- | --------------------------------- | --------------------------------- | --------------------------------- | --------------------------------- | --------------------------------- | --------------------------------- |

## Флора
Климатические условия на острове не так благоприятны, как на южных Курилах, но благодаря относительно мягким зимам здесь встречается курильский бамбук саза: здесь проходит северная граница его распространения. Флора острова в целом имеет переходный камчатско-курильский характер, её видовой состав небогат: здесь насчитывается 271 вид высших сосудистых растений (для сравнения, на Кунашире их 1067). Почвы каменистые, рядом с вулканами вулканическо-торфяные, местами суглинки разных типов. На Симушире каменноберезняки встречаются лишь на отдельных участках по более тёплому восточному (тихоокеанскому) склону. Почвы острова охристы, преимущественно слабокислы, в большей или меньшей степени пеплогенны. Ветроударные склоны имеют худшее качество почвы. Гумус лучше всего накапливается под каменными березняками, имеющими более низкий pH.
В результате на Симушире (как и везде к северу от Урупа) доминируют заросли кедрового стланика и ольховника. Значительные площади (до 25 %) занимают верещатники. Среди цветковых растений выделяется жёлтый термопсис люпиновидный. Луговая растительность буйная, есть и болота. На ветроударных склонах преобладает разнотравные луга, в которые вкрапляются ольховый стланик, шиповник морщинистый, рябина бузинолистная. Эти кустарники не превышают высотой 60 см. Также отмечаются рейнутрия сахалинская, щавелёк покрытоплодный, полынь уланашкинская. Спорадически встречаются также следующие виды: лабазник камчатский, бодяк камчатский, луговик извилистый, сурепка пряморогая, осока скрытоплодная. Склоны гор покрыты кедровым, ольховым и берёзовым (каменная вязолистная берёза) стлаником, у берегов — океанические луга. Имеются заросли кустарникового бамбука (вечнозеленый, не скидывает листья даже зимой). Встречается родиола розовая (золотой корень). Имеются участки высокотравья из шеломайника камчатского, гречихи сахалинской, борщевика.

## Фауна
Лежбища сивуча; антура (курильского тюленя) — на прибрежных камнях у Водопадного рейда; в прибрежной акватории этой части Средних Курил много кольчатой нерпы, тогда как островной тюлень и пятнистая нерпа более обычны на севере и на юге Курильского архипелага.
Встречается калан (морская выдра). Морская кормовая база острова для калана невелика: калан здесь относительно малочисленнен и его численность здесь даже несколько снизилась. Много мелких грызунов и лисицы, акклиматизирован песец. К интересным видам морских птиц, гнездящихся на острове, относятся конюга-крошка, северная качурка и японский баклан. Симушир является самой северной точкой Курил, куда залетает египетская цапля. На территории заброшенной военной базы обитает деревенская ласточка. Гнездится кедровка. Воды острова богаты такими ценными промысловыми породами как командорский кальмар и минтай, за которыми здесь ведутся наблюдения. Из прочих морских видов примечателен морской ёж, экземпляры которых достигают здесь весьма крупных размеров.

## История
Из-за толстого слоя пепла местных вулканов (Прево и Заврицкого) археологическим экспедициям обнаружить на острове памятники охотской культуры не удалось. Первым народом, осваивавшим Симушир уже в новое время, были айны, которые назвали его Симусир («Большой остров»). В XVIII веке Симушир был номинально включён во владения японского клана Мацумаэ (яп. 松前氏 Matsumae-shi).
В 1771 году бежавший с Камчатки авантюрист Бенёвский высадил здесь Герасима Измайлова. Будущий мореплаватель провёл на острове целый год «робинзоном», питаясь «морскими ракушками, капустой и кореньями». Привёз его обратно на Камчатку сборщик ясака Никонов.
В конце августа 1787 года проливом между Симуширом и лежащими далее к югу островами прошла экспедиция Лаперуза. Французские мореплаватели дали острову Симушир название Марикан, пролив получил название их корабля Буссоль, а за мысом в юго-западной части острова закрепили имя корабельного хирурга — мыс Роллена.
В октябре 1796 года остров Марикан посетил английский мореплаватель Уильям Броутон. На берегу было обнаружено заброшенное русское поселение. Но повсеместно ещё находились кресты и русские гербы (англ. arms), вырезанные и нарисованные. Туземные жители носили медвежьи шкуры, а также обувь русского производства и хлопковые платки поверх своих голов. Марикан стал самой северной точкой путешествия Броутона вдоль Курильских островов — от Японии на север — после чего он, ввиду постоянных штормов, решил повернуть обратно.
В 1811 году на остров прибыла первая официальная российская экспедиция Головнина и Рикорда. В 1811 году, по свидетельству В. М. Головнина, в двух пунктах (у западного входного мыса и в бухте Уратман) жили люди. По данным гидрографического описания Курильских островов В. М. Головнина и П. И. Рикорда, опубликованным в 1819 году, Симушир назывался также Шестнадцатым островом.

## Особая позиция Японии по территориальной принадлежности острова
Используя в территориальном споре с Россией фактор Сан-Францисского мирного договора 1951 года, который не был подписан СССР, японское правительство, тем не менее, опирается на те варианты толкований договоренностей между союзниками — СССР, США, Великобританией и Китаем — которые подкрепляют японскую позицию. В частности, поскольку в Сан-Францисском договоре не оговаривается, в пользу какого государства Япония отказывается от своих прав на Курилы, принадлежность острова, по мнению японского правительства, до сих пор не определена, а за Россией признаётся лишь «фактический контроль».